# Алексей Исаев
Алексей Валериевич Исаев (роден на 15 август 1974 г., Ташкент, УзССР, СССР) е руски военен историк. Кандидат на историческите науки. Служител на Института по военна история на Военната академия на Генералния щаб на въоръжените сили на Руската федерация (от 2019 г.). Директор на Центъра по история на военната икономика на Руската академия за народно стопанство и държавна администрация при президента на Руската федерация (от 2021 г.).

## Биография
Роден на 15 август 1974 г. в Ташкент. От 1987 г. живее в Москва.
Завършва факултета по кибернетика на Московския инженерно-физически институт (катедра „Системен анализ“ ).
От детството си обичаше военната история, в преследването на която подвигът му беше гледането на филма „Горещ сняг“. В младостта си, по предложение на М. Н. Свирин, той започва да работи с документи в архивите, включително Руския държавен военен архив и Централния архив на Министерството на отбраната на Руската федерация.
През 2007 – 2010 г. е на свободна практика в Института по военна история на Военната академия на Генералния щаб на въоръжените сили на Руската федерация. От октомври 2019 г. – старши научен сътрудник в Института по военна история на Военната академия на Генералния щаб на въоръжените сили на Руската федерация.
Бил е кандидат в катедрата по история на отечеството на Московския граничен институт на ФСБ на Русия.
През 2012 г. в Московския държавен хуманитарен университет на името на М. А. Шолохов под научното ръководство на кандидата на историческите науки, доцент Ю. (специалност 07.00.02 – Отечествена история); официални опоненти – доктор на историческите науки, професор М. Ю. Мягков и кандидат на историческите науки М. Е. Морозов; водеща организация е Институтът по руска история на Руската академия на науките.
От февруари 2021 г. – директор на Центъра по история на военната икономика на Руската академия за национално стопанство и държавна администрация при президента на Руската федерация.
Автор на статии в списание „Полигон“, вестник „Независим военен преглед“, предговори и коментари върху мемоарите на М. Е. Катуков, М. В. Захаров, И. Видер, Е. фон Макензен.

## Сценарист
- Великая война — документална поредица